# Youri Keulen
Youri Keulen né le 16 mai 1998 à Maastricht est un triathlète professionnelle néerlandais, vainqueur sur triathlon Ironman 70.3. 

## Palmarès en triathlon
Le tableau présente les résultats les plus significatifs (podium) obtenus sur le circuit national et international de triathlon depuis 2019,.
| Année | Compétition                      | Pays      | Position          | Temps           |
| ----- | -------------------------------- | --------- | ----------------- | --------------- |
| 2024  | T100 - étape de Singapour        | Singapour | Médaille d'or     | 3 h 21 min 1 s  |
| 2024  | Ironman 70.3 Les Sables-d'Olonne | France    | Médaille d'argent | 3 h 40 min 24 s |
| 2023  | Championnat des Pays-Bas         | Pays-Bas  | Médaille d'or     | 1 h 53 min 47 s |
| 2023  | Challenge Barcelone              | Espagne   | Médaille d'or     | 2 h 29 min 15 s |
| 2023  | Challenge Majorque               | Espagne   | Médaille d'or     | 3 h 41 min 12 s |
| 2022  | Ironman 70.3 Suisse              | Suisse    | Médaille d'or     | 3 h 49 min 45 s |
| 2019  | Championnat des Pays-Bas         | Pays-Bas  | Médaille d'argent | 1 h 46 min 56 s |